# Dąbrowa Dolna (województwo dolnośląskie)
Dąbrowa Dolna (niem. Nieder Dammer) – wieś w Polsce położona w województwie dolnośląskim, w powiecie lubińskim, w gminie Ścinawa. W latach 1975–1998 miejscowość administracyjnie należała do województwa legnickiego. 

## Związani z miejscowością
We wsi mieszkał Ryszard Komornicki, 20-krotny reprezentant Polski w piłce nożnej.